# موريس بينوا
موريس بينوا هو لاعب هوكي الجليد كندي، ولد في 26 يوليو 1933 في سالبيري دي فاليفيلد في كندا، وتوفي في 10 ديسمبر 2013 في دايتون في الولايات المتحدة.

## وصلات خارجية
- موريس بينوا على موقع EliteProspects.com (الإنجليزية)
- موريس بينوا على موقع HockeyDB.com (الإنجليزية)
- موريس بينوا على موقع أوليمبيديا (الإنجليزية)